# Felix Kröcher

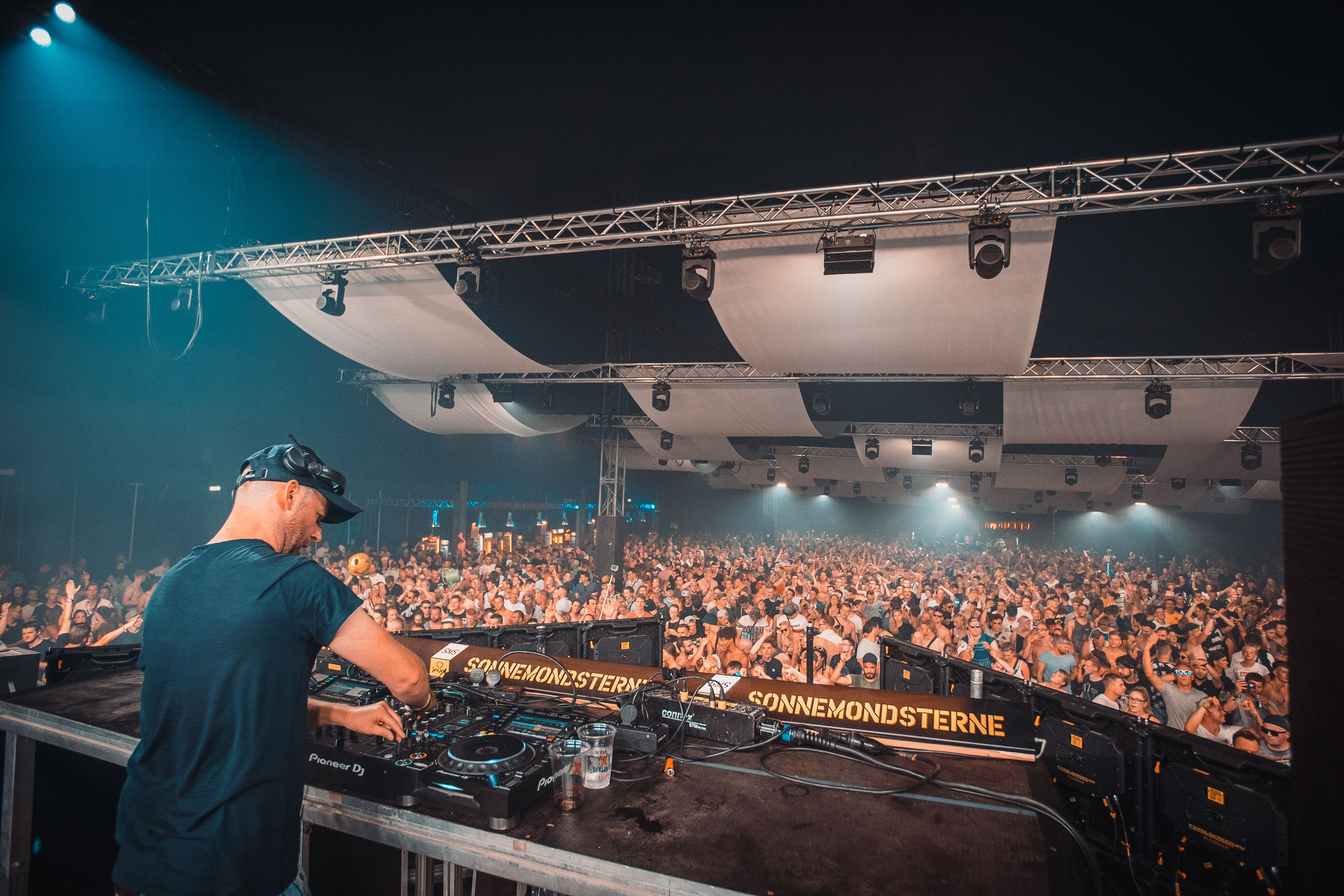
Felix Kröcher beim SonneMondSterne 2019

Felix Kröcher (* 1. Dezember 1983 in Frankfurt am Main) ist ein deutscher Techno-DJ und Radiomoderator. Er spielte im Laufe seiner Karriere bereits auf einer Vielzahl relevanter Festivals und Clubs, darunter beispielsweise die Loveparade, Mayday, SonneMondSterne, Nature One und Ikarus Festival.

## Leben
Nach seinem Schulabschluss im Jahre 2001 absolvierte Felix Kröcher eine Ausbildung beim deutschen Radiosender sunshine live, bei dem auch heute seine wöchentliche Radioshow läuft. 2005 startete er dann eine Residenz im Frankfurter Techno-Club U60311, die er dann 2007 in seine eigene Eventreihe „When The Going Gets Tough“ ausbaute.
Wenige Jahre später veröffentlichte Kröcher im Jahr 2011 sein Studioalbum Läuft. Dem folgte im Jahre 2014 das zweite Studioalbum Läuft. Weiter. In den darauf folgenden Jahren folgten zu dem EP-Veröffentlichungen auf Labels wie Terminal M, Tronic, Suara oder Filth On Acid.

## Diskografie

### Studioalben & EPs
| Jahr | Titel Musiklabel                  |
| ---- | --------------------------------- |
| 2011 | Läuft und Passt.                  |
| 2011 | Läuft                             |
| 2014 | Läuft. Weiter!                    |
| 2015 | Boogie Man Riot Recordings        |
| 2015 | You Don’t Know But Consumed Music |
| 2015 | Catena EP Deeperfect              |
| 2016 | Ammunition Riot                   |
| 2016 | Windmakers EP Agile Recordings    |
| 2016 | Provident EP Terminal M           |
| 2017 | Distressed EP Selected Records    |
| 2017 | Needless EP Form Music            |
| 2017 | Savior EP Unrilis                 |
| 2017 | Right Here Filth On Acid          |
| 2017 | Clear Sensation EP Familia        |
| 2019 | Free Yourself EP Tronic           |

## Auszeichnungen
| Jahr | Publikation | Rang   | Preis            | Land        |
| ---- | ----------- | ------ | ---------------- | ----------- |
| 2006 | Raveline    | 01     | Best Newcomer    | Deutschland |
| 2006 | Raveline    | 02     | Best DJ National | Deutschland |
| 2006 | Raveline    | 03     | Compilations     | Deutschland |
| 2007 | Raveline    | 01     | Best National DJ | Deutschland |
| 2008 | Raveline    | 01     | Best National DJ | Deutschland |
| 2011 | Raveline    | 01     | Best Album       | Deutschland |
| 2011 | Groove      | Top 20 | Best Album       | Deutschland |
| 2011 | Raveline    | 01     | Best National DJ | Deutschland |
| 2012 | Raveline    | 01     | Best National DJ | Deutschland |